# Консеслус Кіпруто
Консеслус Кіпруто (англ. Conseslus Kipruto, нар. 8 грудня 1994) — кенійський легкоатлет, який спеціалузіється в бігу з перешкодами, олімпійський чемпіон, багаторазовий переможець та призер чемпіонатів світу.
Незважаючи на травму ноги, відновлення після якої дозволило йому відновити тренування тільки в червні, 4 жовтня 2019 на світовій першості в Досі Кіпруто захистив свій чемпіонський титул в стипль-чезі.